# Tour Boacciana
La tour Boacciana (« Tor Boacciana ») est une tour d'origine médiévale, construite à l'embouchure du Tibre, sur des ruines d'époque romaine. Elle est située près du pont homonyme ou « pont della Scafa », dans le territoire de Rome Capitale, sur la frontière avec le territoire de la commune de Fiumicino.

## Histoire et description
À la base de la tour, on voit des vestiges de la période romaine, attribuées peut être à un phare, datant de l'époque de Trajan. La structure devait être liée à l'activité portuaire de Portus.
La tour a été probablement construite au-dessus de la demeure romaine au XIIe siècle et appartenait à la famille des Bobazani, d'où provient probablement le nom. Un Cencius avait un château dans la région, et aussi la tour avec ses restes. Il est possible que la tour Boacciana ait été identifiée avec celle vue par Richard Cœur de Lion, qui a débarqué sur la côte ostiense lors de son voyage à la troisième croisade.
La tour a eu divers usages au fil du temps. Elle a été restaurée en 1420 à l'ordre du pape Martin V et a été utilisée comme douane pontificale entre 1557 (date de l'inondation qui a détourné le cours du Tibre, rendant inutilisable à cet usage le château de Jules II à Ostia Antica), et 1568, date à laquelle la douane a été transférée à la nouvelle tour San Michele, plus proche de la nouvelle ligne de côte.

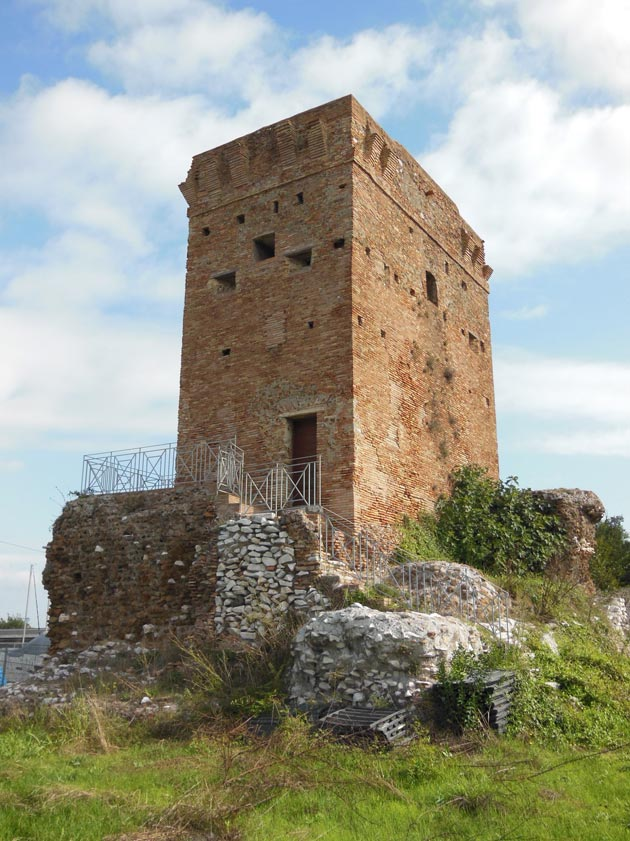
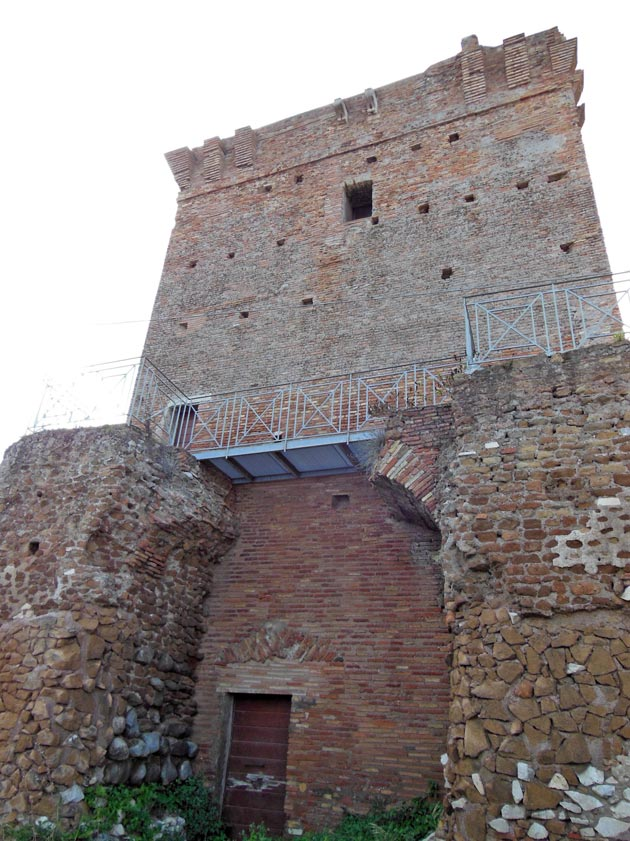